# Kamyšník vrcholičnatý
Kamyšník vrcholičnatý je vytrvalá, vlhkomilná, 0,7 až 1,3 m vysoká rostlina z čeledi šáchorovitých. Roste ve stojatých nebo jen velmi málo proudících vodách v litorálních pásmech rybníků, jezer a jiných sladkovodních nádrží či slepých ramen řek. Nepovažuje se proto (na rozdíl od dvou podobných druhů vyskytujících se na vlhkých polích, kamyšníku širokoplodého a kamyšníku polního) za škodlivý plevel. Je v české přírodě původním druhem a na mnoha stanovištích bývá pro ryby přínosem, neboť poskytuje úkryt jejich potěru.

## Rozšíření
Kamyšník vrcholičnatý má optimum výskytu v mělkých vodách nádrží s kyselými a minerálně chudými substráty. Představuje typický druh jihočeských rybničních pánví a ve stejném typu krajiny roste i na Ostravsku. Dále se vyskytuje v oblasti Oravy na Slovensku, okolí Miliczských rybníků v Dolním Slezsku v Polsku, v Horní Lužici a Durynsku v Německu, ve Štýrsku a Korutanech v Rakousku, na západě Francie a jihu Švédska. Východním směrem se v Evropě vyskytuje na Ukrajině a v evropském Rusku a pak dále mezi 40° a 60° zeměpisné šířky po Sibiři až na Dálný východ, Korejský poloostrov a do Japonska.
Ve srovnání s ostatními rybničními oblastmi v Evropě jsou jižní Čechy územím s jeho nejbohatším výskytem. Jako upozornění na možnost jeho ohrožení je kamyšník vrcholičnatý v "Červeném seznamu cévnatých rostlin České republiky" zařazen do kategorie ohrožený druh (C3).

## Klasifikace
Tato v české přírodě původní bylina byla až do konce 20. století považována za poddruh kamyšníku přímořského. Současná klasifikace spočívá v morfologii květenství a hlavně tvaru a anatomii nažek. Rozkladité květenství, typické pro kamyšník vrcholičnatý, se však může v závislosti na okolním prostředí měnit, např. při nedostatku vláhy se zkracuje délka stopek klásků a květenství se stahuje. Spolehlivým poznávacím znamením je počet blizen, kterých má kamyšník vrcholičnatý vždy tři. Z květů se třemi bliznami se vyvinou trojhranné nažky s výraznou hranou na hřbetní straně, jsou zbarvené tmavě hnědě až černě, mají vytrvalé okvětní štětinky a na příčném řezu mají tvar rovnostranného trojúhelníku. Oplodí nažek je tvořeno hrubým sklerenchymatickým mezokarpem a jen tenkým exokarpem.
Kamyšník vrcholičnatý a kamyšník polní jsou považovány za rodiče hybridního druhu kamyšníku širokoplodého. Toto je potvrzeno i naměřenými počty chromozomů, hybridní kamyšník širokoplodý mívá počet chromozomů n = 54 nebo 55, přičemž kamyšník polní má n = 54 a kamyšník vrcholičnatý n = 55.

## Ekologie
Vyskytuje se ve vegetaci rákosin a vysokých ostřic rostoucích v bahnitých substrátech, v druhově chudých porostech asociace "litorální vegetace sladkých vod". Toto rostlinné společenstvo mívá optimum ve stojatých mělkých vodách maximálně do hloubky 80 cm. V české krajině se vyskytuje v rybnících i v rybích sádkách od nadmořské výšky 155 m n. m (údolní niva řeky Moravy u Lanžhotu) po 720 m (vodní nádrž Lipno na Šumavě), jako jediný z kamyšníků roste i v oreofytiku. Téměř se nevyskytuje v teplých oblastech na stanovištích s výživnou půdou.
Často zarůstá rozsáhlé plochy v mělkém litorálu vodních nádrží a při kolísající vodní hladině někdy dokonce obsadí u menších rybníků i celou plochu. Rozšiřování porostu kamyšníku vrcholičnatého je podmíněno kolísáním vodní hladiny, krátkodobým obnažením dna a následným pomalým vzestupem hladiny nebo dočasným vyschnutím v suchém létě. Substrát, ve kterém roste, je většinou kyselý s pH od 4,7 do 6,7, podklad bývá písčito-hlinitý, hlinitý až jílovitý, na živiny chudý, někdy s vrstvou organického bahna či zaplavené vrstvy rašeliny. Silná eutrofizace vody, způsobená např. intenzivním chovem ryb nebo vodní drůbeže, vede k jeho zániku.

## Popis
Vytrvalá bylina vyrůstající do výše 70 až 130 cm a mající dlouhý plazivý, asi 5 mm tlustý oddenek, který v hloubce do 10 cm vytváří s druhými rostlinami hustou kořenovou síť. Oddenky jsou zakončené kulovitými hlízkami asi 4 cm velkými, které jsou zprvu škrobovité, postupně ale dřevnatí a oddenky funkčně odumírají. Nevětvená, z hlízky vyrůstající lodyha je přímá, článkovitá, trojhranná, pevná, hladká a ve spirále porostlá jednoduchými, tuhými, celistvými, z neroztřepené pochvy vyrůstajícími listy bez jazýčků. Listy jsou skoro lineární, dlouhé 5 až 20 cm, široké 5 až 10 mm, nestejně kýlovité, po okraji drsné a mají hustou souběžnou žilnatinu. Jalové lodyhy bez květenství jsou olistěné po celé délce, květné lodyhy jen ve spodní polovině.
Na konci lodyhy vyrůstá poměrně volné vrcholičnaté květenství, kružel z klásků, které vespod mívá tři nebo čtyři vztyčené, listům podobné listeny delší než květenství. Kružel je tvořen paprskovitě uspořádanými třemi až osmi stopkami nesoucí na koncích jeden nebo dva až čtyři klásky a současně i menším počtem klásků vespod kružele přisedlých. Klásky jsou vícekvěté, podlouhle vejčité, rezavě hnědé, dlouhé 1 až 2 cm. Stejně zbarvené, podlouhlé, střechovitě uspořádané plevy jsou asi 7 mm velké, blanité, nesouosé a na vrcholu rozštěpené. Květy mají okvětí vytvořeno ze šesti vytrvalých drsných štětinek, tři tyčinky s podlouhlými prašníky a tři tenké čnělky s bliznami, opylovány jsou větrem.
Plod je šedohnědá, úzce obvejčitá, tříhranná, asi 4 mm dlouhá nažka s krátkým zobáčkem, která má v průřezu tvar rovnostranného trojúhelníku.

## Variabilita
Na území České republiky je kamyšník vrcholičnatý jen málo variabilní. Různorodost se může vyskytnout jen v architektuře květenství. Hojnost slunečního svitu a dostupnost živin na stanovišti mají vliv na počet paprsků a klásků v květenství, někdy bývají stopky nesoucí klásky dokonce rozvětvené. Nejnižší paprsky kružele občas také vyrůstají odděleně od ostatních, objevují se již v paždí nejhořejšího listu a působí dojmem druhého, samostatného květenství. V nekvetoucím stavu může být zaměňován se skřípinou kořenující.

## Rozmnožování
Kamyšník vrcholičnatý se rozmnožuje hlízkami i semeny (nažkami), převažuje rozšiřování hlízek přívalovou vodou současně s bahnitou půdou. Hlízky uložené ve dně jsou při stabilní hladině dlouhodobě dormantní, teprve pokles vody v nich indukuje klíčení a následuje růst nových rostlin. Ve vodě spící hlízky ožívají při dočasném vypuštění vody z rybníků nebo při letním vyschnutí vody v mělkém litorálním pásu, tehdy z nich vyrostou rozsáhlé porosty nových rostlin. Rozšiřování rostlin na větší vzdálenosti pomocí semen je omezeno, neboť nažky plovoucí na hladině poměrně rychle klesají ke dnu, mohou však být roznášeny vodním ptactvem.